# Björn Haraldsen Żelaznoboki
Björn Haraldsen Żelaznoboki (duń. Bjørn Jærnside; zm. 1134) – duński możny. Był synem Haralda Włóczni, nieślubnego dziecka króla Danii Eryka I Zawsze Dobrego oraz Ragnhild Magnusdotter, nieślubnej córki króla Norwegii Magnusa III Bosego. Miał jedenaścioro rodzeństwa, w tym sześciu braci z nieślubnych związków Haralda oraz brata Olafa, antykróla Skanii w latach 1139–41 jako Olaf II). Jego ojciec był regentem w 1102 roku, a także wyznaczono go na następcę tronu (nie objął go, bowiem przegrał ze stryjem Nielsem Starym). Na początku lat 30. Harald sprzymierzył się także z Erykiem II Pamiętnym przeciw Nilsowi, jednak król mianował go władcą Jutlandii (pozostał nim aż do śmierci z rąk Eryka II w 1135). Sam Björn nie dożył śmierci ojca i braci, gdyż zmarł w 1134 roku razem z bratem diakonem, Erykiem Haraldsen, utopiwszy się koło Szlezwiku. Nie jest jasne, czy ma to związek z bitwą pod Fodwig z 1134, w której pojmany został jego ojciec i bracia. Był mężem Katarzyny, córki króla Szwecji Inge I Starszego i jego pierwszej żony Heleny. Doczekał się z nią córki Krystyny, królowej szwedzkiej w latach 1156–1159 jako żony Eryka IX Świętego, założyciela dynastii Erykidów.